# Medalla OTAN
La Medalla OTAN (en anglès NATO Medal) és una condecoració militar internacional que es concedeix a diversos militars del món sota l'autoritat de l'Organització del Tractat de l'Atlàntic Nord (OTAN). Està fabricat per Eekelers-Centini Intl, de Hemiksem (Bèlgica). Actualment hi ha catorze versions existents de la medalla OTAN pel servei a Bòsnia i Hercegovina, Kosovo, la Macedònia del Nord, dos per al servei durant les operacions de l'article 5 (Eagle Assist, Endeavor Actiu), i vuit per a operacions de l'OTAN no article 5 (ISAF, Resolute Support, Balcans, NTM-Iraq, Àfrica, AMIS, OUP-Líbia, i Pakistan). A més, hi ha premis corresponents a operacions com ISAF, Kosovo, Iugoslàvia, NTM-Iraq i altres designats a l'article 5 i designacions que no pertanyen a l'article 5. També hi ha una Medalla al servei meritori de l'OTAN, amb una sivella "al servei meritori". No obstant això, el personal militar estatunidenc no porta les sivelles de les medalles de l'OTAN, ja que els EUA tenen els seus propis dispositius que s'utilitzen al seu lloc.

## Medalla del Servei Meritori de l'OTAN
La medalla del servei meritori de l'OTAN es va concedir per primera vegada el 2003 per recomanar al personal de l'OTAN la iniciativa personal i la dedicació més enllà del seu deure per diferenciar tant als seus col·legues i a l'OTAN com a organització. La medalla és el premi personal del secretari general de l'OTAN, que signa cada cita. Es concedeixen menys de 50 medalles cada any i continua sent l'únic premi important per a l'esforç personal individual per al personal de l'OTAN; i es pot adjudicar tant al personal civil com al personal militar. A l'hora d'avaluar les candidatures per a la concessió, es tenen en compte diversos criteris: la realització d'actes de coratge en circumstàncies difícils o perilloses; mostrar lideratge excepcional o exemple personal; realitzar una contribució individual excepcional a un programa o activitat patrocinada per l'OTAN; o perseverar dificultats particulars o privacions en interès de l'OTAN. La Medalla al servei meritori de l'OTAN està autoritzada per usar-se en uniformes militars dels EUA i el Regne Unit.
Per a l'exèrcit dels EUA, la Medalla del Servei Meritori de l'OTAN es considera una condecoració personal estrangera i es col·locaria en l'ordre de recepció dins d'aquesta categoria, seguit de premis per a unitats estrangeres, així com premis de campanya de servei i de campanya (com la medalla estàndard de l'OTAN). Aquest acord pot conduir a alguns militars dels EUA portar per separat la Medalla de les Nacions Unides de la Medalla del Servei Meritori de l'OTAN. Com que es tracta d'una condecoració exterior personal, és l'única medalla de l'OTAN que es pot usar de forma concurrent amb la medalla estàndard de l'OTAN.

## Descripció de la medalla
És circular, de color oro vell per les article 5 i senar article 5 i de color plata per la meritorius. En l'anvers presenta l'estel de l'OTAN, entre una corona de branques d'olivera. En el revers porta el nom de l'organització en anglès i francès NORTH ATLANTIC TREATY ORGANIZATION en la part superior i ORGANISATION DU TRAITÉ DE L'ATLANTIQUE NORD en la inferior. Al centre porta les inscripcions en anglès i francès IN SERVICE OF PEACE AND FREEDOM i AU SERVICE DE LA PAIX ET DE LA LIBERTÉ, separades per una branca de fulles de llorer.

Prèviament guardonades
Medalla OTAN de la SFOR
Medalla OTAN de Kosovo
Medalla OTAN de Macedònia del Nord
Medalla OTAN de l'article 5 per Operació Eagle Assist
Medalla OTAN no Article 5 per Pakistan
Medalla OTAN no Article 5 per AMIS
Medalla OTAN noArticle 5 per Operació Unified Protector
Medalla OTAN no Article 5 per NTM-Iraq
Antic disseny de la Medalla OTAN no Article 5 pels Balcans
Medalla OTAN no Article 5 per l'ISAF[4]
Medalla OTAN de l'article 5 per Operació Active Endeavour

Actualment guardonades
Medalla del Servei Meritori de l'OTAB
Medalla OTAN No Article 5 pels Balcans
Medalla OTAN No Article 5 per Àfrica
Medalla OTAN No Article 5 per Operació Resolute Support
Medalla OTAN No Article 5 per Operació Sea Guardian

### Medalla no de l'article 5

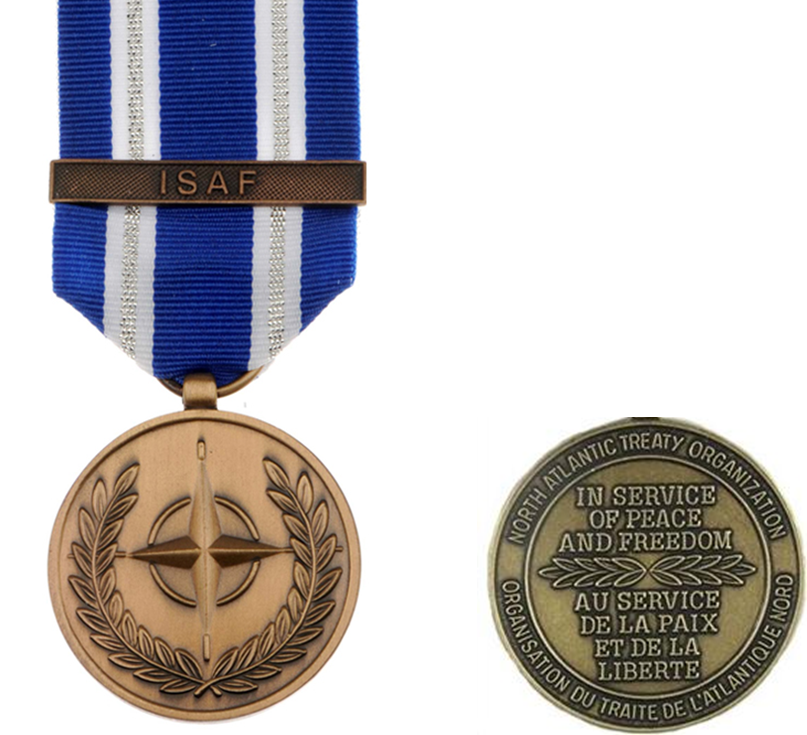
La medalla OTAN de la ISAF

Per a les forces estatunidenques, l'elegibilitat per a la Medalla no de l'article 5 dels Balcans segueix sent la mateixa que la de les medalles anteriors de l'OTAN, amb l'excepció de les dates de servei. Els membres que ingressin al teatre dels Balcans a partir de l'1 de gener de 2003 podran optar a la medalla no de l'article 5. El servei ha de ser de 30 dies, ja sigui continu o acumulat. Els membres de les companyies d'aviació acumularan un dia de servei durant el primer sorteig durant qualsevol dia de l'operació. Les sortides addicionals del mateix dia no rebran cap crèdit addicional. L'àrea dels Balcans està delimitada per les fronteres polítiques i l'espai aeri de Bòsnia i Hercegovina, Croàcia, República Federal de Iugoslàvia (incloent Kosovo), l'Antiga República Iugoslava de Macedònia (avui, Macedònia del Nord), i Albània, sobre la base de la descripció detallada continguda als SFOR, KFOR, i els plans operatius de la Task Force Fox. Els membres del servei que tinguin dret a més d'una medalla OTAN durant el mateix període només rebran una medalla OTAN. La cadena de comandament de l'OTAN considerarà quina medalla és apropiada. Aquesta medalla també es pot concedir amb la sivella "ISAF" per al servei a l'Afganistan, així com la sivella "NTM-I" per al servei a l'Iraq amb les forces de l'OTAN.
Per als Estats Units, l'elecció de la Medalla no article 5 per al servei amb la ISAF és aquells que són membres d'unitats o personal, tal com s'exposa a l'Àrea d'operacions conjuntes que participa en les operacions a l'Afganistan. L'àrea d'elegibilitat està delimitada per les fronteres polítiques de la ISAF. El servei ha de ser un mínim de 30 diesja siguin continus o acumulats, de l'1 de juny de 2003 al 31 de desembre de 2014. A partir de l'1 de gener de 2015, els membres del servei reben la medalla no article 5 per al servei a l'Afganistan per al Missió de suport resolta. La medalla s'adjudica amb la sivella "Afganistan". El govern britànic no permet que el seu personal accepti o porti la medalla com a separada de l'Operational Service Medal for Afghanistan i, degut a una decisió antiga, el personal britànic no pot portar dues medalles de la mateixa campanya o operació. Es poden usar les medalles de campanya de l'OTAN on no s'ha publicat una condecoració britànica, com el guardó a l'Operació Protector Unificat.
El 24 de juliol de 2012, el Departament de Defensa dels Estats Units va anunciar que les medalles OTAN per a operacions a Líbia i Àfrica han estat aprovades per a la seva acceptació i ús pels membres del Servei dels Estats Units i el personal civil del DOD.